# Patrick Rajaonary
Patrick Rajaonary, né à Paris le 15 janvier 1955, est un entrepreneur, un homme d'affaires et un homme politique malgache.

## Carrière
De 1997 à 2002, il mène une lutte contre la corruption, et dénonce en particulier la sous-facturation des marchandises importées par les entreprises locales avec la complicité d'agents publics, ce qui selon lui vide les caisses de l'État. Le fisc donne suite à ses arguments, en fermant temporairement les locaux du groupe Tiko, le plus important groupe agro-alimentaire du pays détenu par le candidat de l'opposition d'alors, Marc Ravalomanana. Il dénonce aussi la mauvaise gouvernance[réf. nécessaire] et en particulier la corruption du régime de Didier Ratsiraka.
De 1997 à 2002, il a été maire de Fandriana, commune urbaine malgache, province de Fianarantsoa, située dans la partie nord-est de la région d'Amoron'i Mania, d'où il est originaire.
En 2001, il est candidat aux élections présidentielles de Madagascar, et n'obtient que 1,57% des suffrages.
En 2013, il se représente à nouveau comme candidat aux élections présidentielles de Madagascar, à la suite d'une sollicitation par les habitants de Fianarantsoa et les acteurs économiques Betsileos. Il prône la lutte contre la mauvaise gestion et la corruption qui règne à Madagascar via une plus grande participation citoyenne aux choix économiques et une décentralisation. Il annonce l'instauration de la gratuité de l'enseignement primaire s'il est élu. Il mène une campagne qualifiée de discrète.
Patrick Rajaonary est président-directeur général de la société de papeterie et d'imprimerie Papmad, et ancien président du Groupement des entrepreneurs malgaches (GEM) et du Syndicat des industriels malgaches (SIM).

## Vie privée
Patrick Ratsimba Rajaonary, originaire de Fandriana, est né à Paris le 15 janvier 1955. Il est le fils de Désiré Rajaonary (décédé), chirurgien-dentiste et d'Albertine Rajaonary née Razanamanga (mère au foyer). Il est l'ainé de six enfants. Il a 2 frères et 3 sœurs. Il est marié, depuis 1978, à Lalao Rajaonary née Rakotonomenjanahary, est père de 3 enfants et grand-père de 3 petits enfants.